# Prokofij Krysanow
Prokofij Jegorowicz Krysanow (ros. Прокофий Егорович Крысанов, ur. 26 maja?/8 czerwca 1901 we wsi Łużki w guberni riazańskiej, zm. 1 stycznia 1963 w Mińsku) – funkcjonariusz radzieckich organów bezpieczeństwa, pułkownik, szef Zarządu NKWD/MWD obwodu mińskiego (1945-1953).

## Życiorys
Od marca 1920 do października 1921 w Armii Czerwonej, później w wojskach Czeki/GPU, w 1924 wstąpił do RKP(b). 1925-1927 pomocnik dowódcy plutonu dywizjonu OGPU w Smoleńsku, 1927-1928 dowódca oddziału przy Wydziale OGPU Guberni Briańskiej, od sierpnia 1928 do grudnia 1929 pomocnik dowódcy plutonu pułku OGPU w Mińsku, od grudnia 1929 do maja 1933 wojskowy inspektor i szef Wydziału Śledczego Komitetu Wykonawczego Rady Rejonu Kopylskiego, od maja 1933 do października 1934 starszy inspektor Wydziału Specjalnego Ludowego Komisariatu Zaopatrzenia Białoruskiej SRR, od października 1934 do maja 1938 szef Wydziału Specjalnego Pełnomocnictwa Ludowego Komisariatu Przemysłu Spożywczego Białoruskiej SRR, od maja 1938 do lutego 1939 I sekretarz rejonowego komitetu Komunistycznej Partii (bolszewików) Białorusi w Mińsku. Od lutego 1939 do 19 grudnia 1940 szef Zarządu NKWD obwodu witebskiego, od 31 marca 1939 starszy lejtnant, a od 7 czerwca 1939 kapitan bezpieczeństwa państwowego. Od 19 grudnia 1940 do sierpnia 1941 szef Zarządu NKWD obwodu baranowickiego, od 6 października 1941 do 6 lutego 1942 szef Wydziału Specjalnego NKWD Syberyjskiego Okręgu Wojskowego, później w rezerwie Wydziału Specjalnego NKWD Frontu Zachodniego. 11 lutego 1943 mianowany podpułkownikiem bezpieczeństwa państwowego, został kierownikiem Specjalnej Szkoły NKGB Białoruskiej SRR (obwód miński, Front Kaliniński), od października 1943 do września 1944 ponownie był szefem Zarządu NKWD obwodu witebskiego. Od października 1944 do lutego 1945 szef Wydziału Operacyjnego NKWD Białoruskiej SRR, od lutego 1945 do 31 marca 1953 szef Zarządu NKWD/MWD obwodu mińskiego, od 6 marca 1945 pułkownik bezpieczeństwa państwowego. Od kwietnia 1953 do marca 1954 szef Wydziału Zarządu MWD obwodu mińskiego, później szef Wydziału Zarządu KGB obwodu mińskiego.

## Odznaczenia
- Order Czerwonego Sztandaru (dwukrotnie, m.in. 20 września 1943)
- Order Czerwonego Sztandaru Pracy (30 grudnia 1948)
- Order Czerwonej Gwiazdy (dwukrotnie - 15 stycznia 1945 i 21 kwietnia 1945)

I 3 medale.